# 悠はるか
悠 はるか（ゆう はるか）は日本の女性声優。主にアダルトゲームに声をあてている。

## 出演作品
太字は主役・メインキャラクター

### ゲーム

#### 2012年
- 兄貴の妻は俺の肉妻 〜夫には見せない淫らな貌を義弟に晒す巨乳若妻〜（天賀谷 萌夏）
- 姉母娘でイクッ! 〜大好きな姉を奪ったくせに浮気を続けるクズ旦那から姉の娘と共にネトリ返す〜（桐乃木 奏）
- 姦白宣言（川端 恵、女）
- 催眠クラスメイト 〜寧子は俺の言葉で淫れる!（野々村 寧子）
- 真・魔胎都市（円城 咲耶）
- 闇姫煉辱 〜終わらない正欺の鉄槌〜（ミヅチ）
- 夏休みを可愛い女の子で過ごす方法（喜屋武 朋美）
- ブレイク/プライド（ルテジア）

#### 2013年
- 戦乙女エスメラルダ 〜想い馳せていた師匠に拓かれる聖女（エスメラルダ=アーク）
- 堕ち姫レディ・ナイト 〜亡国のお姫様を護衛する女騎士と傭兵〜（マルガレータ・バスラー）
- DominancE -ドミナンス-（智子・ロマ・ルイス）
- 友達のママは僕のHな×××……（大町 和希）
- 魔法で女の子に変身ッ! 思うままにエッチなことをしちゃう俺!
- めいどに逝った母さんがメイドになって還ってきた（穂積 花凛）